# بسنت سينغ
بسنت سينغ (بالإنجليزية: Basant Singh)‏ هو لاعب كرة قدم هندي في مركز حراسة المرمى، ولد في 3 مارس 1990 في الهند. لعب مع Shillong Lajong FC ‏.

## وصلات خارجية
- بسنت سينغ على موقع قاعدة بيانات كرة القدم.إي يو (الإنجليزية)
- بسنت سينغ على موقع Soccerway.com (الإنجليزية)